# Calling All Stations
...Calling All Stations... es el decimoquinto y último álbum de estudio de la banda inglesa Genesis, publicado en 1997.
Después de la salida del grupo de Phil Collins en 1996, este trabajo fue un intento de sus compañeros Mike Rutherford y Tony Banks de continuar con el proyecto con un cierto resurgimiento del estilo progresivo clásico en su trayectoria. El disco ha vendido más de 3 millones de copias en todo el mundo.
Es el único disco de estudio donde participa el cantante Ray Wilson.

## Sinopsis
El vocalista Ray Wilson, quien había estado al frente del breve pero popular grupo de grunge Stiltskin, fue traído al grupo luego de un largo período de audiciones. Las voces más oscuras de Wilson recordaban más a las de Peter Gabriel que a las de Phil Collins. Debido a que Wilson no era batería, tanto Nir Zidkyahu como Nick D'Virgilio fueron contratados para hacer las percusiones necesarias. Aparentemente, Chester Thompson, el batería de las giras de Genesis desde hacía 20 años fue contactado por Banks y Rutherford para encargarse de las baterías en este álbum, pero Thompson ponía como condición convertirse en un miembro permanente de Genesis, por lo que el resto del grupo decidió buscar otras alternativas.
Mientras que Calling All Stations se vendió bien a lo largo de Europa, fracasó en obtener audiencia en los Estados Unidos, a pesar de una elaborada publicidad lanzada en Cabo Cañaveral en el estado de Florida. El álbum no fue bien visto por la crítica, y mientras Calling All Stations era un notable intento de hacer resurgir las raíces progresivas del grupo, muchos encontraron que los resultados eran sombríos y faltos de dinámica, en comparación con sus trabajos de los 70. 
Como resultado de las escasas ventas del álbum en Norteamérica, todos los conciertos en esta gira fueron cancelados. Aunque la gira por Europa fue llevada a cabo en 1998, Banks y Rutherford decidieron liberar a Wilson de su rol como cantante y Genesis ingresó en un extenso hiato, convirtiendo a Calling All Stations en el último álbum de Genesis de estudio a la fecha. Sería hasta el 2007 cuando volverían a tocar juntos, con Phil Collins de regreso en la banda, para hacer la exitosa gira "Turn It On Again 2007".
Según afirmaría Ray Wilson en diversas entrevistas, se arrepiente de haber ingresado a Genesis y que todo su despido fue mal manejado por los demás integrantes de la banda. Wilson había firmado contrato con Genesis para la grabación de dos álbumes, pero solo se realizó uno. Sabía que esto no era lo correcto, pero no quería quedar como el integrante de Genesis que enjuiciara al grupo.
Desde el lanzamiento del álbum ha habido, entre los seguidores de Genesis, una apreciación tardía por la contribución de Wilson en la historia de la banda. Sin embargo, están de acuerdo en afirmar que aunque no estén conformes con este álbum, Wilson es un gran vocalista. Las grabaciones de los conciertos de la gira europea durante 1998 han sido descargas muy anheladas en las redes Peer-to-peer, aunque solo sea para oír las versiones de Wilson de los clásicos más antiguos de Genesis como «The Lamb Lies Down on Broadway», «The Carpet Crawlers» y «Lover's Leap» (la primera sección de «Supper's Ready»).
De los tres sencillos que se extrajeron del álbum, solamente «Congo» obtuvo un éxito limitado. Se hicieron videos promocionales para las canciones «Congo», «Shipwrecked» y «Not About Us». «Congo» era la favorita en la cadena MTV del Reino Unido pero solo fue emitido una vez por la MTV Americana. En los videos de «Congo» y «Shipwrecked» se los podía ver a Wilson, Rutherford, Banks y Zidkyahu tocando sus respectivos instrumentos. En «Not About Us» solo están Banks, Rutherford y Wilson y, a diferencia, de «Congo» y «Shipwrecked», Banks y Rutherford están sin sus instrumentos.
Calling All Stations, que alcanzó en puesto #2 en los rankings del Reino Unido, permanece siendo el único álbum de Genesis que ha sido descartado en Norteamérica, donde solo alcanzó el puesto #54 por un período muy breve. Una nueva edición del álbum en SACD / DVD fue lanzado al mercado en septiembre de 2007 con nuevo sonido envolvente 5.1 y mezclas en estéreo.

## Lista de canciones
Todas las canciones escritas y compuestas por Tony Banks y Mike Rutherford, excepto Not about us, Small talk y There must be some other way, escritas por ambos junto a Ray Wilson. 
| N.º | Título                         | Duración |  |
| 1.  | «Calling all stations»         | 5:45     |  |
| 2.  | «Congo»                        | 4:51     |  |
| 3.  | «Shipwrecked»                  | 4:23     |  |
| 4.  | «Alien afternoon»              | 7:52     |  |
| 5.  | «Not about us»                 | 4:40     |  |
| 6.  | «If that's what you need»      | 5:12     |  |
| 7.  | «The dividing line»            | 7:44     |  |
| 8.  | «Uncertain weather»            | 5:30     |  |
| 9.  | «Small talk»                   | 5:01     |  |
| 10. | «There must be some other way» | 7:54     |  |
| 11. | «One man's fool»               | 9:00     |  |

## Sencillos
- Congo Maxi-CD

1. «Congo» (Versión modificada para la radio)
2. «Papa He Said»
3. «Banjo Man»

- Congo CD-Mejorado

1. «Congo»
2. «Second Home by the Sea» (Editada)
3. Las mejoras incluyen entrevistas y el video promocional de «Congo».

- Shipwrecked CD1

1. «Shipwrecked»
2. «No Son of Mine» (Acústico)
3. «Lover's Leap» (de Supper's Ready) (Acústico)
4. «Turn It On Again» (Acústico)

- Shipwrecked CD2

1. «Shipwrecked»
2. «Phret»
3. «7/8»

- Not About Us CD1

1. «Not About Us» (Versión modificada para la radio)
2. «Anything Now»
3. «Sign Your Life Away»
4. «Run Out of Time»

- Not About Us CD2

1. «Not About Us»
2. «Dancing with the Moonlight Knight» (Acústico)
3. «Not About Us» (Extendida) (Acústico)
4. «Turn It On Again» (Acústico)

Un total de siete canciones inéditas fueron incluidas como lado-B de los sencillos. Los seguidores del grupo notaron que estas canciones eran probablemente las mejores grabadas con Wilson y que Calling All Stations bien podría haber sido un álbum doble. Además, existe una canción llamada "Nowhere Else to Turn" que también pertenece a las sesiones de grabación de Calling All Stations y nunca ha sido publicada oficialmente en ningún lado.

## Formaciones

### Del álbum
- Ray Wilson: Voz, coros
- Tony Banks: Teclados, coros
- Mike Rutherford: Bajo, guitarra, coros

Músicos adicionales:
- Nir Zidkyahu: Batería en todas las canciones excepto 4 (la primera mitad), 6, 8 y 9
- Nick D'Virgilio: Batería en las canciones 4 (la primera mitad), 6, 8 y 9

### De la gira
- Ray Wilson: Voz, percusión, armónica
- Mike Rutherford: Guitarra, bajo, coros
- Tony Banks: Teclados, guitarra, coros
- Anthony Drennan: Bajo, guitarra, coros
- Nir Zidkyahu: Batería, percusión, coros